# Sabre Springs (San Diego)
Sabre Springs es una comunidad en la parte nordeste de la ciudad de San Diego, California. Sabre Springs está localizada al oeste de Poway, al sur de Carmel Mountain Ranch, este de Rancho Penasquitos, al norte de Miramar Ranch North y Scripps Ranch.
Sabre Springs también se caracteriza por tener un parque de negocios que alberga a muchas empresas conocidas.

## Parques
Sabre Springs Park está localizado en Sabre Springs Parkway y Evening Creek Dr. South. El parque cuenta con dos lotes y dos campos de ligas pequeñas. 
Al norte de Ted Williams Parkway se encuentra el Parque Comunitario Carmel Mountain Ranch / Saber Springs. Este Parque forma parte de Carmel Mountain Ranch, aunque este parque alberga un centro de recreación con canchas de baloncesto, dos campos de béisbol, y una de tamaño mediano.

## Escuelas
Sabre Springs está dentro del Distrito Escolar Unificado de Poway.

### Escuelas elementales
- Creekside Elementary School (Geckos)
- Morning Creek Elementary School (Colts)
- Shoal Creek Elementary School (Otters)